# Tatort: Inflagranti
Inflagranti ist ein Fernsehfilm aus der Fernseh-Kriminalreihe Tatort von ARD, ORF und SRF. Der Film wurde von Radio Bremen unter der Regie von Petra Haffter produziert und am 28. Dezember 1997 zum ersten Mal gesendet. Es ist die 376. Folge der Tatort-Reihe und der erste Fall für Kommissarin Inga Lürsen (Sabine Postel).

## Handlung
Bauunternehmer Peter Broders wird in der Sauna seines Eigenheims tot aufgefunden. Kommissarin Inga Lürsen soll diesen Mord-Fall ermitteln, da Broders offensichtlich daran gehindert wurde, die Sauna zu verlassen, und er am Ende einen Kreislaufzusammenbruch erlitt. Es dauert eine Zeit, bis Lürsen herausfindet, dass jemand einen großen Sessel so vor die Tür geschoben hatte, dass diese sich nicht mehr öffnen ließ. Das Alibi der Ehefrau Nicole Broders, die nachweislich außer Haus war, ist nichtig, da der Zeitpunkt der Tat nicht mit der Todeszeit übereinstimmt. Die Ehefrau hat ein starkes Motiv, denn ihr Mann war gewalttätig und sie hatte einen Geliebten. Nach ihrer Aussage wusste ihr Mann davon und hätte es notgedrungen geduldet, da auch er ein Verhältnis mit seiner Sekretärin hatte. Nicole Broders leugnet, ihren Mann umgebracht zu haben, aber sie gibt auf Lürsens Nachfrage zu, den Sessel von der Tür heimlich weggerräumt zu haben, weil sie annahm, dass ihr Freund ihn vor die Tür geschoben hatte. Dieser Verdacht verstärkt sich auch für Lürsen, als sie von Broders achtjährigem Sohn Jan erfährt, dass er gesehen haben will, wie Achim Keitel seinen Papa umgebracht hätte. Kurz darauf verschwindet Jan und Lürsen muss annehmen, dass Achim Keitel ihn entführt hat, um den Hauptzeugen aus dem Weg zu räumen. Es erfolgt eine Großfahndung nach dem Jungen und auch Meldungen in den Medien, die helfen sollen Jan noch rechtzeitig zu finden. Keitel wird derweil von Lürsen und ihrem Assistenten Stefan Stoll observiert und benimmt sich seltsamerweise sehr unauffällig. Sie ahnen nicht, dass der Junge diese falsche Spur bewusst gelegt hat. Er selber hatte den Sessel vor die Saunatür geschoben, weil er Angst vor seinem Vater hatte und auch Angst, dass dieser wieder seine Mutter schlagen würde. Dass dies nun so ausging, konnte er nicht ahnen. In seinem seelischen Konflikt, schuld am Tod des Vaters zu sein, fand er den Ausweg, alles auf den Geliebten der Mutter abzuwälzen, den er als Eindringling in die Familie sah. Zudem nahm er ihm, in seinem Verständnis, seine Mutter weg. Nun ist er auch noch weggelaufen und hält sich auf Keitels Firmengelände auf. Als der Nachtwächter den Jungen bemerkt, ruft er seinen Chef an, der sich umgehend zum Hafen begibt. Auch er sieht Jan und will ihn bewegen nach Hause zu kommen, doch dieser flüchtet vor Keitel und klettert auf ein hohes Baugerüst. Lürsen und Stoll sehen hilflos zu, wie Keitel dem Kind nachsteigt. Lürsen nimmt an, dass Keitel Jan verfolgt, und fordert ihn auf stehen zu bleiben. Sie gibt deshalb einen Warnschuss ab, über den sich Keitel so erschreckt, dass er vom Gerüst stürzt und verstirbt. Stoll kann inzwischen Jan unbeschadet wieder herunterbringen.
Lürsen macht sich Vorwürfe über den Ausgang des Falls, zudem er für sie mit Keitels Tod nicht ganz gelöst ist. Sie befragt Jan noch einmal, der ihr gegenüber zugibt den Sessel vor die Tür geschoben zu haben, nachdem sein Vater aus der Sauna heraus auf seine Mutter und auch auf ihn geschimpft hatte und mit Strafen drohte.

## Produktionsnotizen
Inflagranti wurde vom 25. August bis zum 28. September 1997 in Bremen, Bremerhaven und näherer Umgebung gedreht.
Bei seiner Erstausstrahlung am 28. Dezember 1997 hatte Inflagranti 7,31 Mio. Zuschauer, was einem Marktanteil von 20,03 % entspricht.

## Kritik
TV Spielfilm vergab für den Film eine mittlere Wertung (Daumen gerade) und schrieb: „Das war leider kein Auftakt nach Maß“, der Fall „nervt mit fadem Gesabbel.“